# Jakub Buczacki (zm. 1541)
Jakub Buczacki herbu Abdank (ur. XV w., zm. 6 maja 1541 roku w Brodnicy) – biskup rzymskokatolicki, sekretarz królewski, senator I Rzeczypospolitej.

## Życiorys
Był synem Jakuba (1430/38-1501), wojewody ruskiego i kasztelana halickiego i Anny ze Sprowy herbu Odrowąż (zm. po 1503). Miał dwóch braci: Jana Andrzeja – podczaszego królewskiego i Jana Feliksa – krajczego królewskiego – oraz dwie siostry: Beatę (żonę Jerzego Krupskiego – kasztelana bełskiego) i Katarzynę Buczacką (żonę wdowca Jana Tworowskiego (zm. 1547) – kasztelana kamienieckiego i wojewody podolskiego).
Został sekretarzem króla Aleksandra Jagiellończyka. Brał udział w wielu misjach dyplomatycznych do Mołdawii i na Węgry. 
Według jednych danych w 1502 miał założyć parafię i kościół w Skierbieszowie na lewym brzegu rzeki.  Proboszcz lubelski (1505),  biskup kamieniecki od 1510,  biskup chełmski od 1518, biskup płocki od 1538, urzędnik (starosta rawski). W 1518 został dziekanem kapituły lwowskiej.
Ostatni potomek rodu Buczackich. Tak jak z tego rodu, orężem wspierali Rzeczpospolitą, tak ten radą w senacie i w kościele zasłużył się ojczyźnie. 
Pochowany został w 1541 r. w katedrze w Płocku.